# Jean Froc
Jean Froc est un biologiste français, né le 13 mai 1941 à Paris et mort le 3 février 2009. Ancien ingénieur de recherches à l'Institut national de la recherche agronomique, spécialiste des produits laitiers et des aliments issus de fermentation, il est l'auteur de plusieurs ouvrages et de rubriques magazine (dans Patrimoine normand) sur les fromages et les produits du terroir.

## Ouvrages
- « Le Camembert et son histoire », Patrimoine normand, Éditions Spart,‎ 1995 (lire en ligne).
- Balade au pays des fromages. Les traditions fromagères en France, Éditions Quæ, 2007 (ISBN 978-2-7592-0017-7).
- La France des saveurs, Guide Gallimard, 2002 (ISBN 2742410686).
- Collectif, Normandie. Produits du terroir et recettes traditionnelles, Albin Michel, 2003 (ISBN 2226138471).
- Limousin. Produits du terroir et recettes traditionnelles avec Alain Senderens, Alexandre Lazareff et Alain Weill, Albin Michel, 1998  (ISBN 2-226-09609-4).
- Bretagne. Produits du terroir et recettes traditionnelles avec Alain Senderens, Alexandre Lazareff et Alain Weill, Albin Michel, 1994  (ISBN 2-226-07488-0 et 978-2-226-13847-7).

## Bibliophilie
La collection d'ouvrages portant sur le fromage et les produits laitiers, acquis par Jean Froc au fil des années, fut léguée à la bibliothèque de l'Institut européen d'histoire et des cultures de l'alimentation et est répertoriée sous la dénomination « Fonds Jean Froc ».